# ジーイー企画センター
株式会社ジーイー企画センター（ジーイーきかくセンター、英: GE KIKAKU CENTER INC.、略称GEK）は、静岡県富士宮市に本社を置くデザイン材料メーカー。主力商品は色見本帳。

## 概要
色見本帳の制作最大手。デザイン関連書籍の発行。写植・版下用品、プレゼンテーション材料、フォトライブラリー、CG制作スタジオなど、デザイン、DTP、印刷関連商材を出荷している。
DICカラーガイドを始め国産の代表的な色見本帳、カラーチャートの制作・販売の最大手。
製品は印刷業界他、色に関わる産業で幅広く利用されている。
米国PANTONE社の製品も株式会社ジーイー企画センターが日本の正規代理店である。
創業時は、株式会社GE企画センターだったが、1994年に社名変更し株式会社ジーイー企画センターとしている。

## 所属団体
- 公益社団法人麻布法人会
- 製版機材協議会
- 公益社団法人日本印刷技術協会（JAGAT）
- 全国画材協議会（JAM）
- 日本画材工業会
- 公益社団法人日本グラフィックデザイナー協会（JAGDA）
- 日本写真エージェンシー協会（JPAA）
- 日本流行色協会（旧　財団法人日本ファッション協会　流行色情報センター（JAFCA））

## 関連会社
- 株式会社ジーアンドイーコーポレーション